# Zhanghengit
Zhanghengit ist ein sehr selten vorkommendes Mineral aus der Mineralklasse der „Elemente (einschließlich natürliche Legierungen, intermetallische Verbindungen, Carbide, Nitride, Phosphide und Silicide)“ mit der idealisierten chemischen Zusammensetzung β-CuZn und ist damit chemisch gesehen eine natürliche Messing-Legierung aus Kupfer und Zink im Stoffmengenverhältnis 1 : 1.
Zhanghengit kristallisiert im kubischen Kristallsystem, genauer im kubisch-raumzentrierten (krz) Gitter, konnte jedoch bisher nur in Form von unregelmäßigen bis tafeligen Kristallkörnern sowie körnigen oder dendritischen Mineral-Aggregaten mit Größen im zehntel Millimeterbereich gefunden werden.
Das Mineral ist in jeder Form undurchsichtig (opak) und zeigt auf den Oberflächen der goldgelben Kristallkörner einen deutlichen Metallglanz. Die Strichfarbe ist dagegen dunkler mit einem bronzeähnlichen Ton.

## Etymologie und Geschichte

Zhang Heng auf einer chinesischen Briefmarke von 1955

Erstmals entdeckt wurde Zhanghengit im Meteoriten Boxian, einem Chondriten, der am 20. Oktober 1977 etwa 120 km westsüdwestlich von Huaibei in der chinesischen Provinz Anhui niederging. Die Erstbeschreibung des Minerals erfolgte 1986 durch Wang Kuiren (王奎仁), der den Namen zu Ehren des bedeutenden chinesischen Mathematikers und Astronomen Zhang Heng (78–139) wählte. Zhang Heng lebte während der Han-Dynastie und erfand unter anderem das wohl erste Seismoskop der Welt.
Ein Aufbewahrungsort für das Typmaterial (Mineralproben aus der Typlokalität) ist nicht bekannt.

## Klassifikation
In der veralteten 8. Auflage der Mineralsystematik nach Strunz war der Zhanghengit noch nicht aufgeführt.
In der zuletzt 2018 überarbeiteten Lapis-Systematik nach Stefan Weiß, die formal auf der alten Systematik von Karl Hugo Strunz in der 8. Auflage basiert, erhielt das Mineral die System- und Mineralnummer I/A.04-020. Dies entspricht der Klasse der „Elemente“ und dort der Abteilung „Metalle und intermetallische Verbindungen“, wo Zhanghengit zusammen mit Cadmium, Danbait, Messing, Tongxinit und Zink eine unbenannte Gruppe mit der Systemnummer I/A.04 bildet.
Die von der International Mineralogical Association (IMA) zuletzt 2009 aktualisierte 9. Auflage der Strunz’schen Mineralsystematik ordnet den Zhanghengit in die Klasse der „Elemente“ und dort in die Abteilung „Metalle und intermetallische Verbindungen“ ein. Hier ist das Mineral in der Unterabteilung „Zink-Messing-Familie“ zu finden, wo es zusammen mit Zinkcopperit die „Messinggruppe“ mit der Systemnummer 1.AB.10a bildet.
In der vorwiegend im englischen Sprachraum gebräuchlichen Systematik der Minerale nach Dana hat Zhanghengit die System- und Mineralnummer 01.01.06.02 . Das entspricht der Klasse der „Elemente“ und dort der Abteilung „Elemente“. Hier findet er sich innerhalb der Unterabteilung „Elemente: Metallische Elemente außer der Platingruppe“ in einer unbenannten Gruppe mit der Systemnummer 01.01.06, in der auch Messing und Danbait eingeordnet sind.

## Chemismus
Die Analyse von insgesamt sechs Mikroproben des Typmaterials ergab als Hauptbestandteile 50,46–53,68 Gew.-% Kupfer, 45,83–49,32 Gew.-% Zink sowie als Beimengungen 0,00–0,25 Gew.-% Chrom, 0,1l–0,16 Gew.-% Eisen, 0,04–0,06 Gew.-% Aluminium und 0,00–0,01 Gew.-% Nickel. Dies entspricht der empirischen chemischen Zusammensetzung Cu1,056Zn0,935Fe0,003Al0,003Cr0,003 und der idealisierten Formel CuZn.

## Kristallstruktur
Zhanghengit kristallisiert kubisch in der Raumgruppe Im3m (Raumgruppen-Nr. 229) mit dem Gitterparameter a = 2,95 Å sowie einer Formeleinheit pro Elementarzelle.

## Bildung und Fundorte
In den vom Meteoriten Boxian entnommenen Materialproben fanden sich neben Zhanghengit noch zahlreiche Begleitminerale, namentlich Biotit, Calcit, Chromit, Dolomit, Ilmenit, Graphit, Kamacit, Korund, gediegen Kupfer, Magnesioferrit, Olivin, Orthoklas, Pentlandit, Quarz, Taenit, Troilit, Whitlockit, Wüstit sowie verschiedene Plagioklase, Klino- und Orthopyroxene.
Neben seiner Typlokalität Boxian in China wurde Zhanghegit auf der Erde bisher nur noch an einem nicht näher benannten Fundort in Vietnam und in Gesteinsproben von vulkanischen Material, das 2002 aus dem Flussufer des Mahanadi quoll, gefunden.
Daneben konnte das Mineral noch in Gesteinsproben vom Mond nachgewiesen werden, dass die Besatzung der Luna-20-Mission vom Apollonius-Krater mitbrachte.